# Étrelles-sur-Aube
 Étrelles-sur-Aube  là một xã ở tỉnh Aube, thuộc vùng Grand Est ở phía bắc miền trung nước Pháp.